# Бугрове (Росія)
Бугро́ве (рос. Бугровое) — село у складі Звіриноголовського округу Курганської області, Росія.
Населення — 182 особи (2010, 278 у 2002).
Національний склад станом на 2002 рік:
- росіяни — 92 %